# Радзинський Едвард Станіславович
Е́двард Станіславович Радзінський (23 вересня 1936 , Москва ) — радянський і російський письменник, драматург, телеведучий, сценарист. Відомий своїми біографічними дослідженнями. Автор низки популярних книг з історії Росії, виданих великими західними видавництвами, які стали світовими бестселерами.

## Біографія
Едвард Радзінський народився в сім'ї драматурга Станіслава Радзинського. Закінчив Московський історико-архівний інститут.
У 1958 році на сцені Московського театру юного глядача була поставлена перша п'єса письменника — «Мрія моя … Індія», присвячена Герасиму Лебедєву, першому російському вченому-індолог і просвітителю. Дипломна робота Едварда Радзинського також була присвячена Герасиму Лебедєву. Згодом її опублікували в журналі «ЮНЕСКО-інформейшн» багатьма мовами.
Широка популярність прийшла до Радзінського після того, як Анатолій Ефрос поставив у Театрі імені Ленінського Комсомолу його п'єсу «104 сторінки про любов». Ця драма лягла в основу фільму «Ще раз про любов» (1968) з Тетяною Дороніною і Олександром Лазарєвим у головних ролях.
З цього моменту практично всі п'єси Едварда Радзинського здобували популярність. Їх часто ставили в театрах СРСР і за кордоном. Також письменник працював для кіно, у вісімдесяті роки почав працювати на телебаченні в жанрі телерозповідей.
У дев'яності роки Радзінський почав писати прозові твори про великих особистостей. Вважається одним із видних представників жанру фолк-хісторі. Його книги «Сталін» і роман про Миколу II та Олександра II стали бестселерами в усьому світі. Останній його роман «Сталін: життя і смерть» не поступається за популярністю попереднім. Вистави за його історичною трилогією «Лунін», «Бесіди з Сократом» і «Театр часів Нерона і Сенеки» були поставлені в театрах різних країн.
В останні роки зміцнив свою популярність як автор популярних історико-публіцистичних книг про трагічні періоди російської та світової історії, про великих історичних особистостей. Ці книги надруковані в найбільших світових видавництвах: Double Day, Simon and Schuster, Bertelsman, Mondadory, Norsted, WSOY, NHK, Hodder and Stoughton, перекладені англійською, французькою, німецькою, італійською, іспанською, португальською, грецькою, данською, польською, фінською, шведською, івритом та іншими мовами. Першим читачем американського видання біографії Олександра II став президент Буш.

## Родина
Син Олег (нар. 1958) — колишній учасник дисидентського руху, політичний ув'язнений, письменник, голова ради директорів компанії «Рамблер МедіаГрупп».